# Sint-Corneliuskapel (Terlinden)

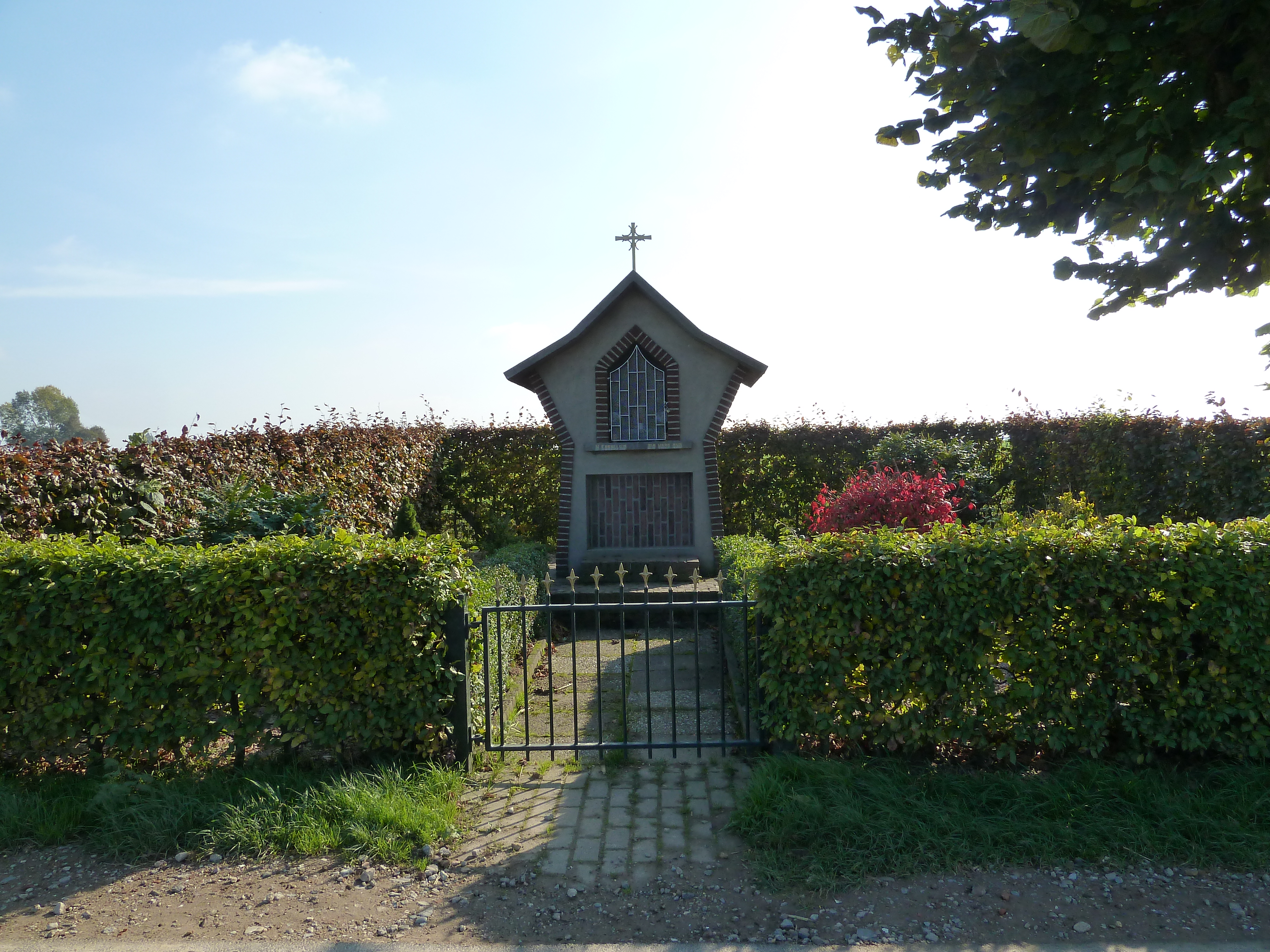
De Sint-Corneliuskapel

De Sint-Corneliuskapel is een niskapel in Terlinden in de Nederlands Zuid-Limburgse gemeente Eijsden-Margraten. De kapel staat ten zuidwesten van Terlinden in de velden onder een boom aan de Voerenweg op een plek waar ten noordoosten de Terlinder Veldweg en ten zuidwesten de Hondstraat op de Voerenweg uitkomen. Niet ver van de kapel staat ook een wegkruis. Elders in Terlinden staat de Mariakapel.
De kapel is gewijd aan Paus Cornelius.

## Geschiedenis
In 1959 werd de kapel door de Noorbeekse pastoor ingezegend. Met de bouw van deze kapel werd een belofte ingelost. Een zieke vrouw was op bedevaart naar de Sint-Mauritiuskerk van Schin op Geul gegaan vanwege de daar aanwezige relikwieën van de heilige Cornelius. Ze wilde zo genezing krijgen en beloofde dat als dat zou lukken ze een kapel zou bouwen.

## Bouwwerk
De kapel bestaat uit een taillevormige pilaar waarin een nis is aangebracht en wordt gedekt door een geknikt zadeldak. Het bouwwerk is deels in beton en deels in baksteen gebouwd en staat op een bakstenen platform. Van de grond af aan wordt de kapel eerst smaller, na het midden wordt het weer breder en daarboven het zadeldak. Op dit betonnen zadeldak staat een metalen kruis. De frontgevel bevat de kapelnis en eronder een (lege) rechthoekige nis en is uitgevoerd in beton. De randen van de frontgevel zijn uitgevoerd in baksteen, evenals de omlijsting van de kapelnis en de achterwand van de onderste rechthoekige nis. De zijgevels bestaan voor twee derde uit bakstenen (op de hoeken) met ertussen een strook uitgevoerd in beton. Op de rechter zijgevel is een plaquette aangebracht met de tekst:

Uit dankbaarheid
Fam. J. Slenter-Scheepers
1959

De kapelnis bestaat uit een gemetselde spitsboog die met een wit smeedijzeren traliehekje wordt afgesloten. Van binnen is de nis wit geschilderd. In de nis staat een polychroom beeldje van de heilige Cornelius die als paus wordt afgebeeld met een tiara en een staf. De bodem van de kapelnis steekt aan de voorzijde van de kapel uit en is een tekst op aangebracht:

H. CORNELIUS BID VOOR ONS

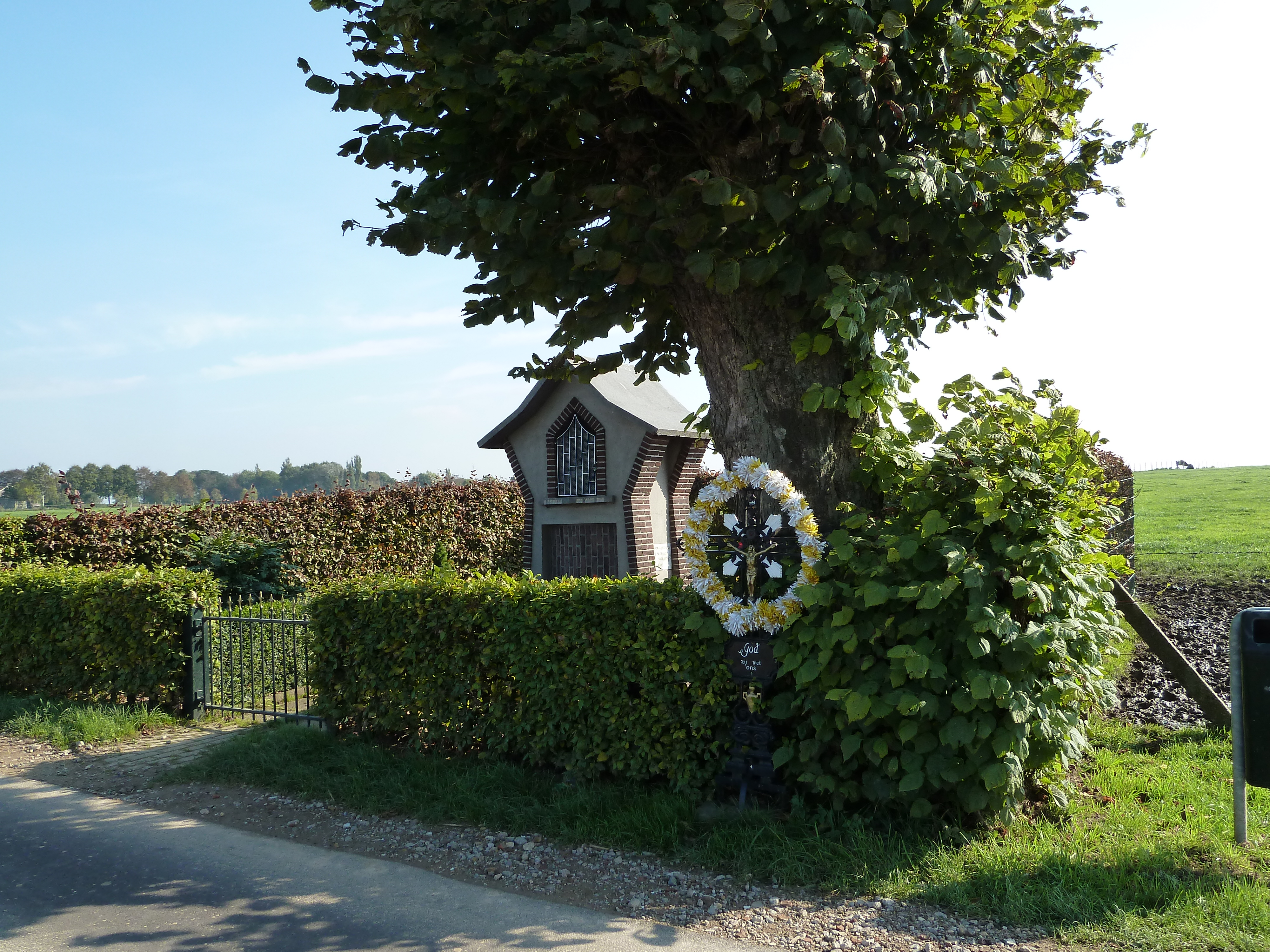
De kapel onder de boom en het wegkruis
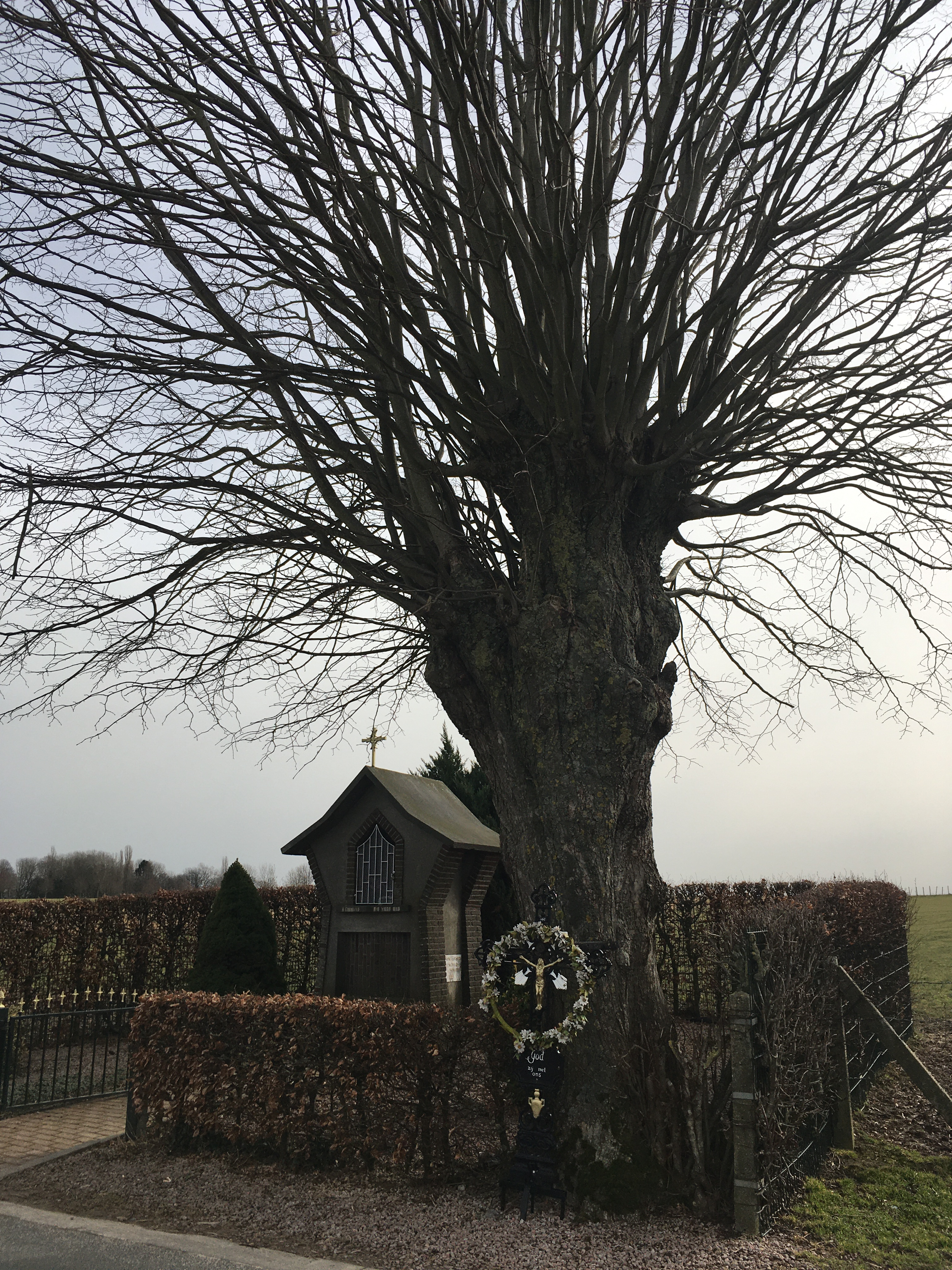
De kapel in de winter
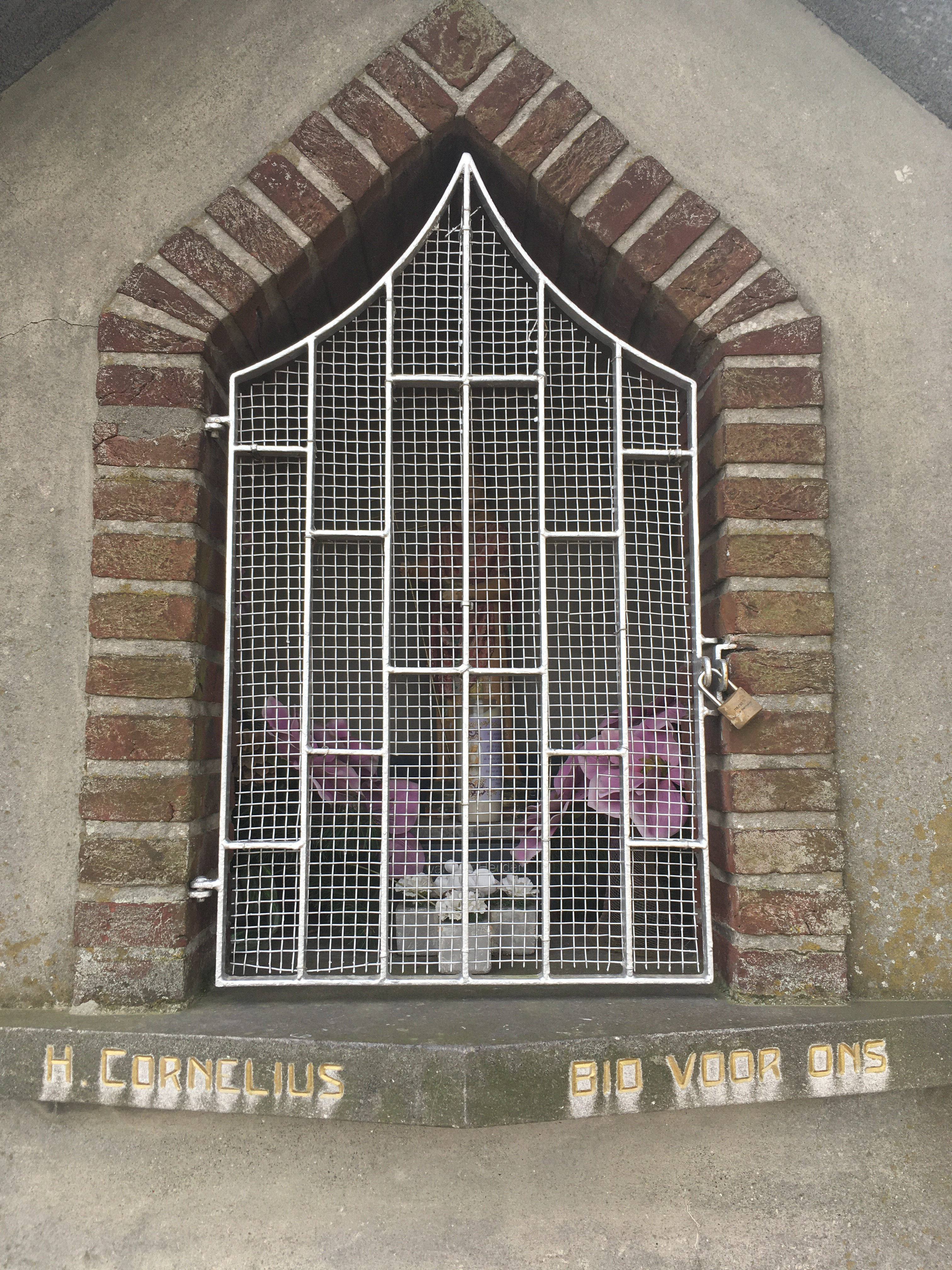
De kapelnis